# 老虎号炮舰
“老虎”号炮舰是第一次世界大战爆发前后德意志帝国海军黑鼬级六艘炮舰中的第三艘。同舰级其他几艘分别是“伊尔蒂斯”号、“埃贝尔”号、“卢克斯”号、“茄格亚”号和“豹”号。

## 设计
“老虎”号全长65.2（214英尺），舷宽9.1米（30英尺），舰首吃水3.56（11.7英尺），满载排水1,108公噸（1,091長噸；1,221短噸）。该舰的推进系统由一对水平三胀蒸汽机组成，每台蒸汽机驱动一具螺旋桨，蒸汽由四座燃煤舒尔茨-桑尼克罗夫特式锅炉提供。 “老虎”号在1,372匹公制馬力（1,353匹指示馬力）输出功率下最高时速可达14節（26每小時；16英里每小時）。该舰可以在9節（17每小時；10英里每小時）的航速下达到巡航半径约为2,580海里（4,780；2,970英里）。舰上通常配置有9名军官和121名士兵。“老虎”号装备了两门105（4.1英寸）SK L/40主炮组，以及482发子弹。此外，舰上还配备了六挺37（1.5英寸）机枪。

## 服役记录

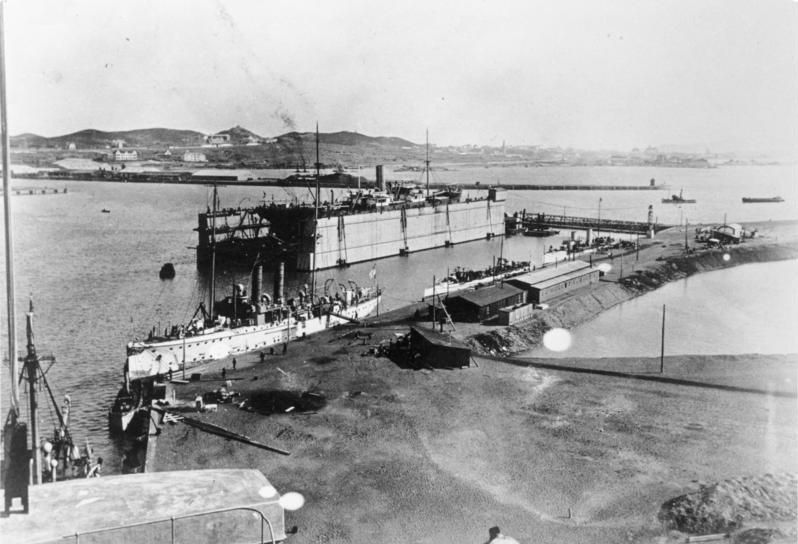
一艘伊尔底斯级舰只停靠在青岛港

1898年，“老虎”号在但泽的皇家造船厂铺设龙骨。该舰于1899年8月15日下水，并于1900年4月3日加入德国舰队。
1904年8月，在黄海海战中严重受损的俄国海军战列舰“太子”号以及其他三艘驱逐舰前往德国在山东的殖民地胶州湾租借地的青岛海军基地寻求庇护。由于德国保持中立，东亚分舰队扣留了“太子”号等舰。8月13日，俄国舰只从三艘英国轮船上补充了煤炭供应，但德国海军装甲巡洋舰“俾斯麦侯爵”号和防护巡洋舰“汉莎”号获准采取行动，阻止他们离开港口。随后“老虎”号及其姊妹舰“卢克斯”号与巡洋舰“赫塔”号和“兀鹰”号加入了增援。
一战爆发前夕，东亚分舰队主帅冯·施佩伯爵认为青岛要塞终将失守，于是带领舰队主力于1914年6月分批前往太平洋海域。“老虎”号与其他几艘德军舰只则依然留在原驻地。
1914年8月23日，日本对德宣战。8月底，日本和英国联手封锁了青岛海域。9月2日，日军发起登陆行动，青岛战役爆发。9月27日，日军切断青岛对外联系并对停泊在青岛港内的德军舰只发动炮击。28日，港内停泊的德军“伊尔蒂斯”号、“柯尔马兰特”号和“卢克斯”号为避免落到日军手中而选择自沉。“老虎”号因舰上的纯水蒸馏器可以在缺水的情况下提供水而被留存下来。10月29日，“老虎”号在被炸掉一只烟囱后沉没。

## 脚注

### 引文
1. ↑  上海交通大学《英汉机电工程词典》编辑部 2001，第167頁.
2. ↑  武汉地方志编纂委员会 1992，第435頁.
3. 1 2 3 4 5 6  章骞 2013，第91頁.
4. 1 2  近现代国际关系史研究 第6辑 2014，第219頁.
5. ↑  朱鸿飞 2016，第87頁.
6. 1 2 3  近现代国际关系史研究 第6辑 2014，第218頁.
7. ↑  刘怡 & 阎京生 2011，第24頁.
8. 1 2  崔华杰 2016，第30頁.
9. ↑  . 澎湃新闻. 2016-06-22  [2020-01-23]. （原始内容存档于2016-08-04） （中文（中国大陆））.
10. ↑  . www.sohu.com. 2018-10-16  [2020-01-23]. （原始内容存档于2020-12-27） （中文（中国大陆））.
11. ↑  顾慧丽 1998，第104頁.
12. 1 2  邢来顺 2019，第500頁.
13. ↑  章骞 2013，第148頁.
14. ↑  中宣部宣传教育局 & 教育部基础教育司 2007，第52頁.
15. ↑  布鲁斯·泰勒 2021，第236頁
16. 1 2  Gröner，第142–153頁
17. ↑  萧西之水 2015，第89頁.
18. ↑  日本海人社 & 德国巡洋舰史，第48頁.
19. 1 2  日本海人社 & 德国巡洋舰史，第44頁.
20. ↑  日本海人社 & 德国巡洋舰史，第24頁
21. ↑   (PDF). The New York Times. 14 August 1904  [11 May 2012]. （原始内容存档 (PDF)于2021-07-28）.
22. ↑  郭伟猛 2021，第102頁.
23. 1 2 3  魏格林 & 朱嘉明 2015，第523頁.
24. ↑  日本海人社 & 德国巡洋舰史，第24頁.
25. 1 2 3  近现代国际关系史研究 第6辑 2014，第231頁.
26. ↑  Gröner，第143頁.